# Protestas en Benín de 1989-1990
Las protestas en Benín de 1989-1990 fueron una ola de manifestaciones, boicots y huelgas en Benín contra el gobierno de Mathieu Kérékou, salarios impagos y nuevas leyes presupuestarias.

## Eventos
Las protestas fueron iniciadas por los sindicatos de maestros, que protestaron por los salarios impagos en enero durante 10 días. La huelga fue la más larga de su historia, y se unieron a ellos sindicatos, estudiantes universitarios y trabajadores de la salud, protestando contra los salarios impagos y pidiendo mejores saldos. Los maestros de secundaria y primaria se unieron, pidiendo una nueva seguridad salarial nacional y el fin de la corrupción. La protesta fue reprimida por la policía antidisturbios. Sacerdotes, estudiantes y partidarios de la oposición marcharon junto pidiendo reformas democráticas y mejores salarios.
Mathieu Kérékou amenazó a los trabajadores del gobierno que participaron, pero los manifestantes fueron inflexibles y pidieron la liberación de los prisioneros, la caída del gobierno y mejores salarios. Los funcionarios públicos se unieron a las protestas en junio, participando en grandes protestas en Porto Novo. Después de meses, la policía abrió fuego contra los huelguistas, matando a dos manifestantes en agosto.
Los manifestantes protagonizaron diferentes formas de protesta, como tertulias, discursos públicos, ocupaciones, reuniones y cartas a funcionarios del gobierno. En octubre, estalló otra ola de huelgas y manifestaciones antigubernamentales, con los mismos métodos de antes. Profesores y estudiantes pusieron fin a las huelgas en 1990, manteniendo negociaciones con Mathieu Kérékou y su gabinete. Las elecciones se llevaron a cabo inmediatamente en respuesta al movimiento de protesta.